# Deniz Barış
Deniz Barış (Quemaque, Erzinjane, Turquia, 2 de julho de 1977) é um ex-futebolista profissional turco que atuava como meia. entretanto às vezes era utilizado como zagueiro.

## Carreira
Ele começou sua carreira futebolística na Alemanha, jogando para as camadas jovens do FC St. Pauli e SpVgg Greuther Fürth. Em 1999 estreia como profissional no FC St. Pauli. Nesta equipe conseguiu a promoção à Fußball-Bundesliga, em 2001.
Em 2002, joga por Gençlerbirliği, onde fez um grande papel. Com esta equipe estreou na Taça UEFA. Ele chegou à final da Copa da Turquia em 2003 e 2004, mas nunca conseguiu conquistar o título (o Gençlerbirliği perdeu as duas finais contra o Trabzonspor). Nesta fase, jogou um total de 75 partidas oficiais em que marcou 5 gols.
Em 2004  assina o contrato com seu clube atual, Fenerbahce, equipe que pagou 1 milhão de euros para poder ter-lo.
Deniz Baris perdeu sua esposa em 2005, quando sofreu um acidente doméstico (ela caiu da escada).

## Títulos
Seleção Turca
- Copa das Confederações de 2003: 3º Lugar